# Mimudea infuscalis
Mimudea infuscalis là một loài bướm đêm trong họ Crambidae.